# Stalag III-A
Le Stalag III-A est un camp allemand de prisonniers de guerre de la Seconde Guerre mondiale situé à Luckenwalde, dans le Brandebourg, à 52 kilomètres au sud de Berlin . Il abritait des prisonniers de guerre polonais, néerlandais, belges, français , yougoslaves, russes, italiens , américains, roumains, britanniques et autres alliés.

## Historique du camp
La planification du camp a commencé avant l' invasion de la Pologne, qui a déclenché la Seconde Guerre mondiale. Il était conçu pour accueillir 10 000 hommes et était le plus grand du 3e district militaire et était considéré comme un modèle pour d'autres camps.

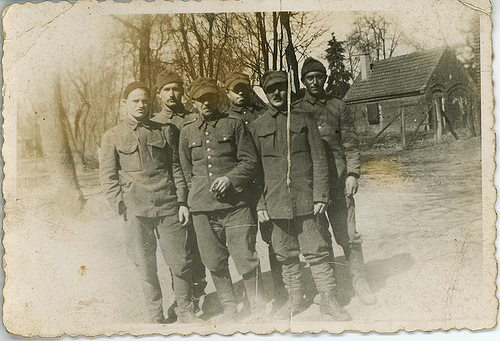
Un groupe de prisonniers polonais au Stalag III-A.

À la mi-septembre 1939, les premiers prisonniers de guerre polonais arrivèrent et furent hébergés dans de grandes tentes de 12 mètres sur 35 mètres et se mirent au travail pour construire les baraquements avant l'arrivée de l'hiver. Une fois leurs travaux terminés, les Polonais furent déplacés et les premiers habitants du camp furent néerlandais et belges. Ils n'y restèrent que peu de temps avant d'être remplacés par 43 000 prisonniers de guerre français, arrivés vers le milieu de l'année 1940, et qui restèrent le groupe de prisonniers le plus important jusqu'à la fin de la guerre. Parmi eux, 4 000 Africains issus des troupes coloniales françaises. En 1941, environ 300 d'entre eux participèrent au tournage d'un film de propagande nazie : Germanin.
Ces prisonniers furent rejoints en 1941 par des prisonniers yougoslaves et russes, puis à la fin de 1943, quelque 15 000 internés militaires italiens arrivèrent, même si la plupart furent rapidement dispersés dans d'autres camps. À la fin de 1944, un petit nombre de prisonniers américains, roumains, britanniques et polonais arrivèrent, dont des insurgés polonais de l'insurrection de Varsovie âgés de 14 à 17 ans. En janvier 1945, un groupe d'officiers polonais fut amené au camp depuis la Hongrie occupée par l'Allemagne.
Plus de 200 000 prisonniers passèrent par le Stalag III-A et, à son apogée en mai 1944, un total de 48 600 prisonniers de guerre y étaient enregistrés. Cependant, pas plus de 6 000 à 8 000 personnes ont été hébergées dans le camp principal, le reste étant envoyé travailler dans la foresterie et l'industrie dans plus de 1 000 Arbeitskommando (« Camps de travail ») répartis dans tout le Brandebourg.
Au 1er janvier 1945, il abritait 45 942 prisonniers de guerre, dont 24 996 Français, 12 517 Soviétiques, 4 093 Serbes, 1 499 Américains, 1 433 Britanniques, 1 310 Italiens, 86 Polonais et 8 Roumains.
Au début de 1945, quelque 1 000 prisonniers de guerre du Stalag VIII-C et du Stalag Luft III furent amenés au Stalag III-A, ainsi que des prisonniers de guerre du Stalag XXI-C à Wolsztyn et du Stalag Luft 7 à Bąków. En février 1945, les prisonniers du Stalag III-B Furstenberg furent évacués vers le Stalag III-A, ajoutant aux conditions déjà surpeuplées et insalubres. Finalement, alors que les Russes approchaient, les gardes s'enfuirent du camp, laissant les prisonniers être libérés par l'Armée rouge le 22 avril 1945.

## Le traitement des prisonniers
Le camp était généralement géré selon les directives de la Convention de Genève et du Règlement de La Haye et était régulièrement inspecté par des représentants du Comité international de la Croix-Rouge (CICR). Les prisonniers de guerre russes en ont été exclus au motif que l'URSS n'était pas signataire de la Convention de Genève et qu'en conséquence, leurs conditions de vie étaient nettement moins bonnes. En général, le traitement des prisonniers dépendait de leur nationalité. Les Français, les Britanniques et les Américains sont relativement bien traités, tandis que les Italiens, et particulièrement les Russes, subissent les conséquences des mauvais traitements.
En ce qui concerne les Polonais, les Allemands ont violé les Conventions de Genève en les obligeant à renoncer à leur statut de prisonniers de guerre pour devenir des travailleurs forcés civils. Les Allemands ont tenté d'y parvenir en déportant les Polonais vers des sous-camps de travaux forcés plus sévères ou en les menaçant de déportation vers des camps de concentration nazis. Le prisonnier polonais Józef Dziurawiec a rappelé les mauvaises conditions, notamment la famine généralisée et les maladies, notamment le typhus, la dysenterie et la pédiculose.
Le prisonnier italien Michele Zotta a rapporté plus tard que pendant les premiers jours de son emprisonnement, il avait dormi par terre dans une petite tente. Quant aux rations, il reçut le premier jour un kilo de pain de seigle à partager avec quinze autres prisonniers, avec du beurre et de la gelée. Désormais, la routine quotidienne des Allemands consiste à distribuer un seau de pommes de terre à partager entre vingt-cinq prisonniers. Zotta note également que lorsque les prisonniers s'effondraient, les Allemands les battaient.
Cependant, il existe également des témoignages selon lesquels les Allemands eux-mêmes manquaient de nourriture. Quoi qu'il en soit, le Stalag III-A reste un exemple de mauvaise conduite de la part des Allemands envers les prisonniers de guerre.

## Les morts

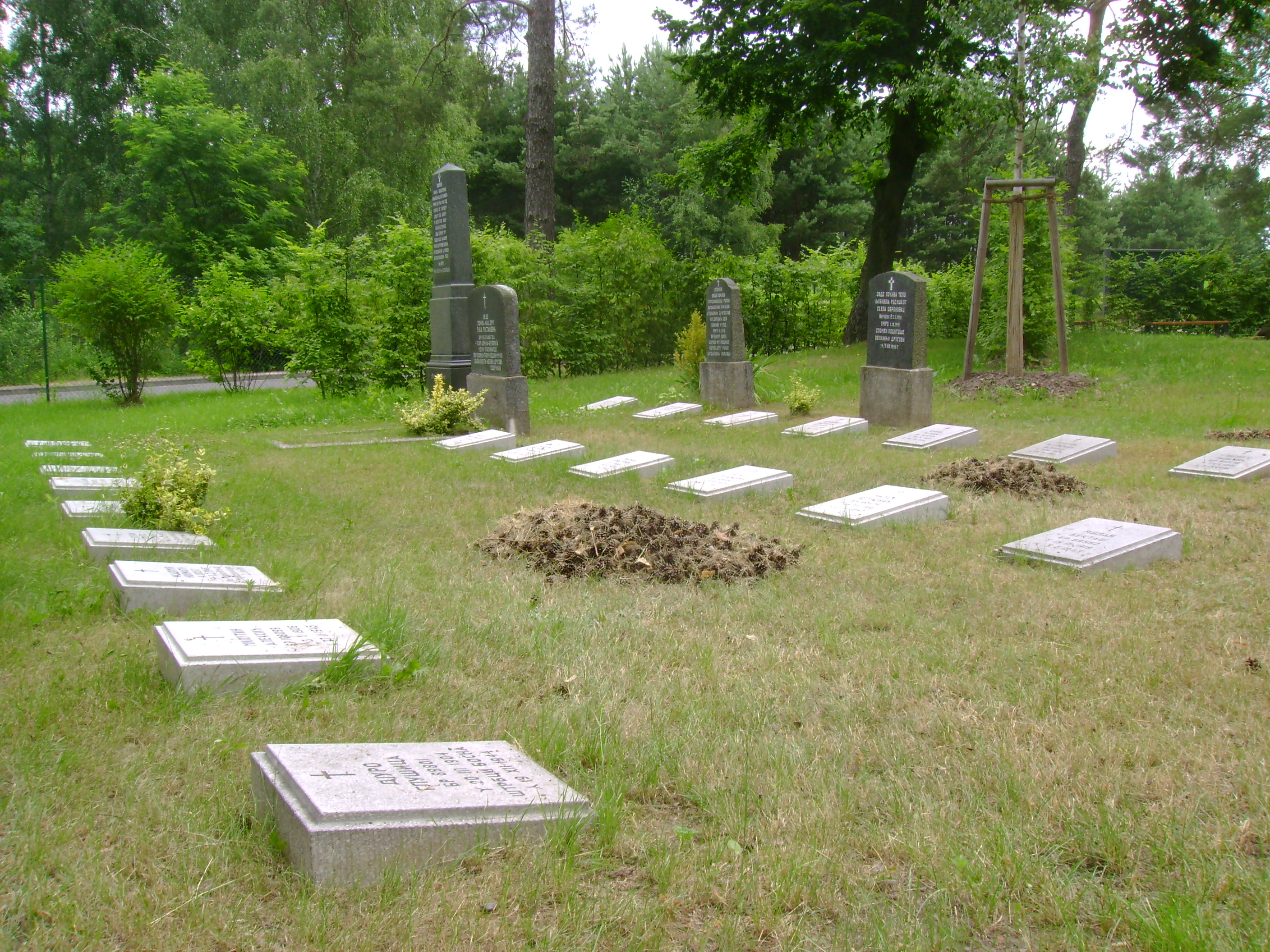
Tombes de prisonniers soviétiques au stalag III-A.

On estime que 4 000 à 5 000 prisonniers sont morts dans le camp. Au cours de l'hiver 1941/42, une épidémie de typhus tua environ 2 000 à 2 500 Russes et le taux de mortalité des prisonniers soviétiques était extrêmement élevé par rapport aux prisonniers de guerre des autres pays. Les prisonniers non soviétiques ont été enterrés avec les honneurs militaires dans des tombes individuelles au cimetière du camp, tandis que les morts russes ont été enterrés de manière anonyme dans des fosses communes.

## Parmi les prisonniers
- Une liste et des photographies de prisonniers de guerre français emprisonnés au Stalag III-A est disponible sur un site Internet[6].
- Parmi les prisonniers étrangers :
  - Michał Antoniewicz, médaillé olympique polonais en équitation.
  - Stefan Mieczysław Grzybowski, professeur et recteur de l' Université Jagellonne.
  - Phil Lamason, officier pilote de la Royal New Zealand Air Force.
  - Józef Warszawski, prêtre polonais, philosophe et résistant polonais.
  - Giovanni Guazzo, major italien du 3ème régiment

d'artillerie.
- - Joseph Samson, fondateur de l'entreprise EMBALLAGES SAMSON en Bretagne, France.